# Wojciechów (Włodawa)
Pour les articles homonymes, voir Wojciechów.
Wojciechów (prononciation [vɔi̯ˈt͡ɕexuf]) est un village de la gmina de Hańsk, du powiat de Włodawa, dans la voïvodie de Lublin, situé dans l'est de la Pologne.
il se situe à environ 7 kilomètres au sud-ouest de Hańsk (siège de la gmina), 26 kilomètres au sud-ouest de Włodawa (siège du powiat) et 56 kilomètres à l'est de Lublin (capitale de la voïvodie).

## Administration
De 1975 à 1998, le village est attaché administrativement à l'ancienne voïvodie de Chełm.

Depuis 1999, il fait partie de la nouvelle voïvodie de Lublin.